# ¥
¥是日元（JPY）和人民币（CNY）的货币符号。这两种货币的单位都是圆（簡體中文：圆/元，繁體中文：圓，日语：／ yen）。
¥符号由拉丁字母“Y”和平行水平线组成。使用拉丁字母“Y”的原因是因为“圆”的中文和日語在英文中的拼写“yuan”和“yen”的起始字母都是“Y”。
在使用“¥”会混淆日元和人民币的情况下，可使用“RMB¥”作为人民币符号，也可根据 ISO 4217 将日元写作JP¥，将人民币写作CN¥。

## 输入

### Windows
在日文Windows操作系统中，“¥”符号在代码页932中的代码与“\”符号在ASCII中的代码相同，都是92（在十六进制中为5C）。
类似地，在Microsoft Word中，可以先键入“00A5”或“00a5”，然后按下alt＋X键來输入“¥”符号。
在微軟日文輸入法中直接键入“\”，會出現“¥”符号。

#### Alt 输入
在Microsoft Windows操作系统中，如果键盘没有能直接输入“¥”的按键，可以通过以下步骤输入“¥”符号：
1. 按下alt键；
2. 在键盘右侧的数字键盘处输入“0165”；
3. 松开alt键。

这种方法即Alt码。

### Mac
在英文Mac OS X操作系统中，可以通过按下Option键在输入“Y”来输入“¥”。

### 其他
在簡體中文输入法如微软拼音、搜狗拼音输入法或Fcitx中，直接按下“$”键会输入全角字符“￥”，而非半角双横线字符“¥”。用户可以通过自定义词典、符号等方式方便输入“¥”。
在HTML，“¥”的日円的命名实体是“&yen;”，在人民币的命名实体是“&65509;”Unicode码点在日円表示是“&#165;”和“&#xA5;”（十六进制）在人民币表示是“&xFFE5;”和“&#xEF;”（十六进制）。

## 水平线的数量
日本使用兩道水平线；中国大陆早期多使用一道水平线，現時則多使用兩道水平线，未有規定。
实际上，“¥”符号中水平线的数量在不同的字体是不同的，但其含义相同。下表提供了一些字体的情况，其中“＝”表示为双水平线，“－”表示为单水平线，“×”表示无此字符。
| 字体名称            | 半角 | 全角 |
| ------------------- | ---- | ---- |
| Arial               | ＝   | ×    |
| Arial Unicode MS    | ＝   | ＝   |
| Lucida Sans Unicode | ＝   | ×    |
| Tahoma              | －   | ×    |
| Times New Roman     | ＝   | ×    |
| Verdana             | －   | ×    |
| MS Gothic           | ＝   | ＝   |
| 新细明体            | ＝   | ＝   |
| 中易宋体            | ＝   | －   |
| 微軟雅黑            | ＝   | ＝   |
| 微軟正黑體          | ＝   | ＝   |

## 在人民币上

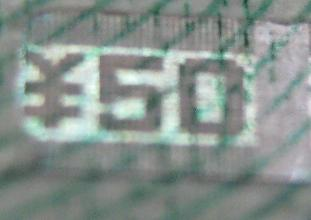
50元人民币纸币安全线中的¥符号
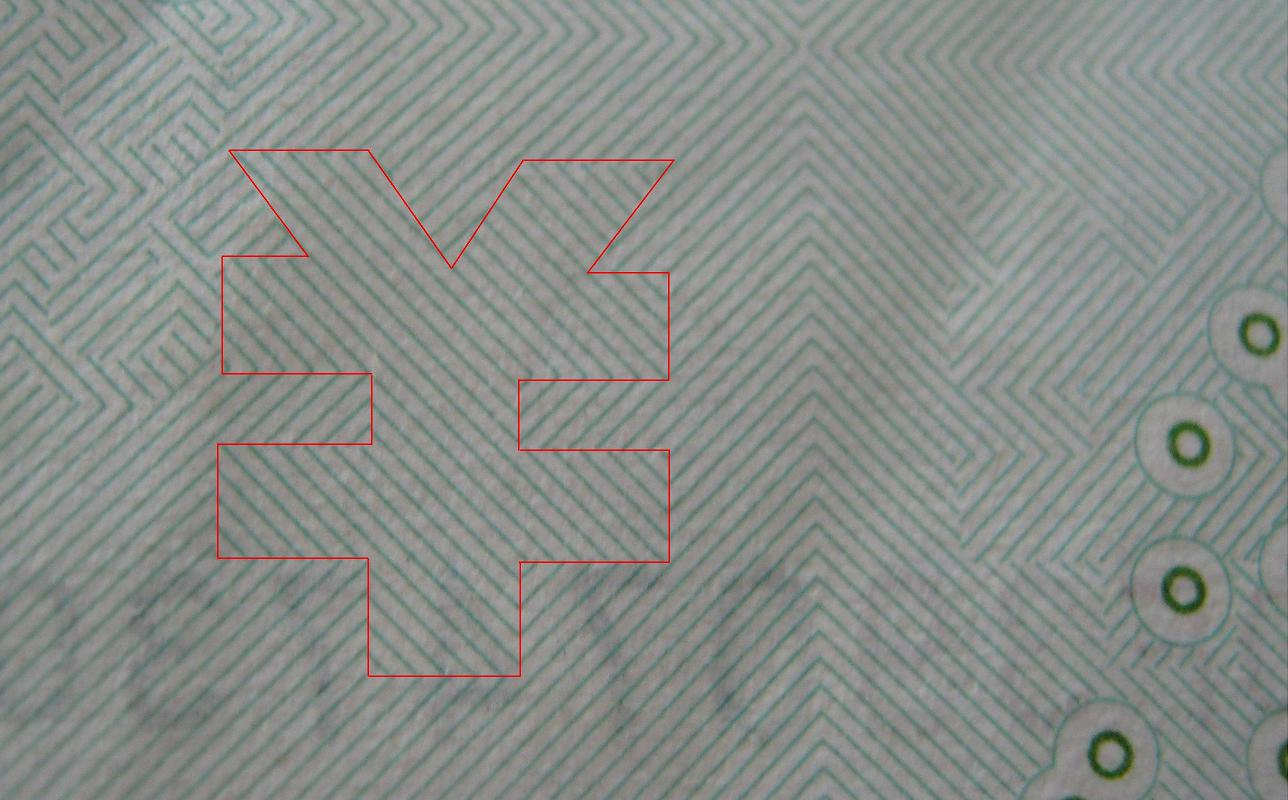
50元人民币纸币背面花纹中隐含的¥符号之一。红线仅为示意，纸币上并无红线